# アマミシカクワガタ
アマミシカクワガタ（Rhaetulus recticornis）は、コウチュウ目クワガタムシ科シカクワガタ属に属する小型のクワガタムシである。

## 形態
体長　オス：18.1-48.0mm　メス：19-32mm　飼育下での最大個体♂56．0mm　　　　　　　　　　　　　　　　　　　　　
- シカクワガタ属の中では最小種で奄美群島固有種である。
- 小型〜中型の個体は大アゴがシカのように強く湾曲しないが、大型の個体はタイワンシカクワガタ並みに大アゴが湾曲する。
- ♂は黒色でつや消し状で上翅に細かく密な点刻が見られるのに対し、♀は黒色で光沢があり上翅にあらい点刻と縦すじがみられる。

## 生態
- 野外では成虫は5月から9月ごろ活動し主に標高300m以上の照葉樹林に生息する。
- スタジイなどの細枝から出る樹液に集まるのがよく観察され灯火や果物トラップにもよく集まる。
- 野外では小型個体が多いが飼育下では菌糸ビン飼育や発酵マット飼育で大型個体を容易に育てることができ♂で56、0mmの記録がある。

- 尚2013年より採集禁止となっており、現在昆虫ショップ等に出回ってるものは全て採集禁止以前に捕まえられた個体からのブリードである。

## 分布
鹿児島県：奄美大島・徳之島・加計呂麻島・請島